# 10 000 (число)
10 000 (десять тысяч) — натуральное число, расположенное между числами 9999 и 10 001. Оно не является простым числом, а относительно последовательности простых чисел расположено между 9973 и 10007, также можно выразить в виде 104.

## В математике
- Квадрат числа 100.
- Чётное пятизначное число.
- Сумма цифр этого числа — 1.
- Произведение цифр этого числа — 0.

## Другие названия

### Мириада
В русском языке слово «мириада» устарело и используется только в поэтическом контексте как обозначение очень большого количества чего-либо.
В Древней Греции число 10 000 носило название «мириа́да» (др.-греч. μῡριάς, род.п. μῡριάδος), и было самым большим числом, имевшим название. Однако в работе «Псаммит» («Исчисление песчинок») Архимед показал, как можно систематически строить и называть сколь угодно большие числа: все числа от 1 до мириады он назвал первыми числами; до мириады мириад (108) — вторыми числами (димириада); до мириады мириад вторых чисел (1016) — третьими числами (тримириада) и т. д.
Первоначальная версия метрической системы включала приставки мириа- (обозначение ma или my) для увеличения единицы измерения в 10 тыс. раз и мирио- (обозначение mo) для уменьшения в 10 тыс. раз. Эти приставки не вошли в систему СИ, хотя мириаметры (10 км) и мириаграммы (10 кг) иногда использовались в XIX веке и даже в середине XX века (например, в романе «Основание и Империя» упоминается мириатонна).

### Тьма
На Руси времен монгольского ига число носило название «тьма» и обозначалось буквой «А» в круге. Кроме собственно числительного, слово «тьма» означало войсковое соединение численностью порядка 10 000 человек. Начальник такого подразделения назывался темник.

### Тумен
В тюркских и монгольских языках «тумен» (монг. түмэн, tümen, тат. tөmən, төмән), буквально «10 000», означало наиболее крупную организационную тактическую единицу конного войска, численность которой составляла обычно 10 тысяч всадников. Первые упоминания термина встречаются в письменных памятниках орхоно-енисейской руники, датируемой периодом Тюркских каганатов (552—603 годы). Широко известным фактом является то, что на тумены делилось монголо-татарское войско.

### Китайский, японский и корейский языки
В китайском число 10 000 называется 萬/万 [wàn/maan], в японском 万/萬 [man/ban], в корейском 만/萬 [man]. Оно является первым слогом традиционного пожелания долголетия: китайского «Ваньсуй», японского «Банзай» и корейского «Мансэ», букв. «Десять тысяч лет».

### Другие языки
В арамейском ܪܒܘܬܐ, на иврите רבבה [revava], в тайском หมื่น [meun], на армянском բյուր [byur].
Во многих языках это число использовалось как образ некого неисчислимо большого количества.

## Деньги
- Десять тысяч рублей — банкнота РСФСР, России, Белоруссии, Таджикистана, а также сепаратистских образований во время Гражданской войны. Кроме этого, современная российская памятная золотая монета.
- 10 000 купонов — банкнота Украины (1993—1996) и Приднестровья (1995—2000).
- 10 000 тенге — банкнота Казахстана
- 10 000 сум — банкнота Узбекистана.
- Десять тысяч манатов — номинал банкнот азербайджанского маната и туркменского маната. В настоящее время не выпускаются.

## В других областях
- 10 000 год до н. э. — граница 11-го и 10-го тысячелетий до н. э. (точнее, первый год 10-го)
- 10 000 лет до нашей эры — фильм Роланда Эммериха 2008 года
- (10000) Мириостос — астероид главного пояса, который был открыт 30 сентября 1951 года
- Проблема 10000 года
- Десять Тысяч островов — национальный парк во Флориде (США)